# Площадь Александра Невского (станция метро, Невско-Василеостровская линия)
«Пло́щадь Алекса́ндра Не́вского» (официальное название — «Площадь Александра Невского 1») — станция Петербургского метрополитена. Расположена на третьей (Невско-Василеостровской) линии, между станциями «Маяковская» и «Елизаровская».
Станция была открыта 3 ноября 1967 года в составе участка «Василеостровская» — «Площадь Александра Невского». Получила название по расположению на одноимённой площади.

## Наземные сооружения

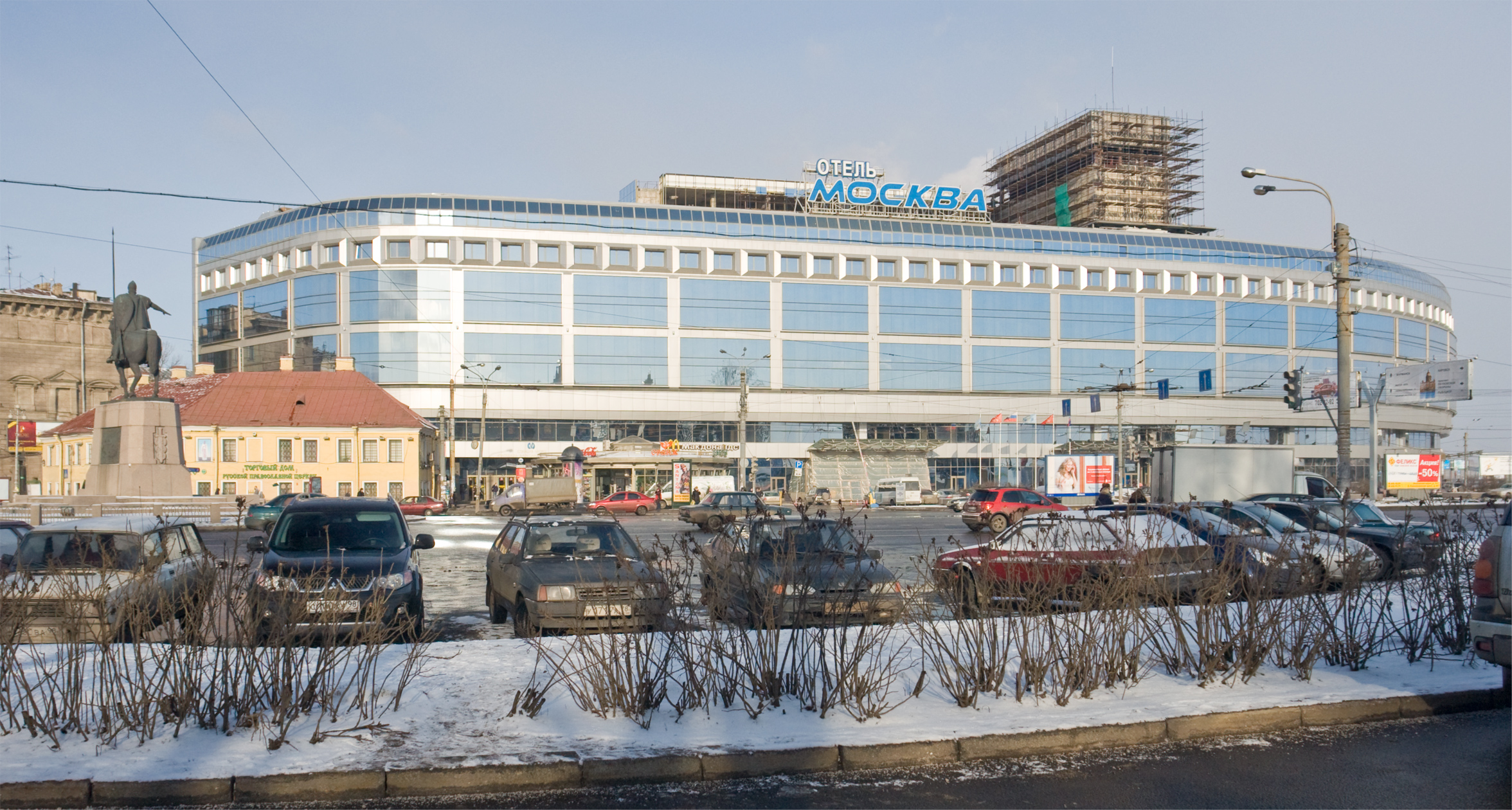
Вестибюль станции — гостиница «Москва» (февраль 2008 года)

Павильон станции выполнен по проекту архитекторов А. С. Гецкина и В. П. Шуваловой. Вестибюль круглый в плане; сначала пассажиры попадают в закруглённый коридор, по бокам которого располагаются кассы, а затем — в круглый эскалаторный зал с куполообразным потолком. Помещения отделаны эстонским доломитом, черновским мрамором, керамической плиткой и деревом. Выглядит павильон аналогично типовым круглым павильонам станций Московско-Петроградской линии. Позже, в 1974 году, перед зданием вестибюля была возведена гостиница «Москва», расположившаяся в самом конце Невского проспекта, напротив входа в Александро-Невскую лавру. Вестибюль был объединен со зданием гостиницы, до этого вход и выход осуществлялись не с площади, а со стороны двора, через заделанные впоследствии дверные проемы.
В 2008 году из вестибюля был открыт переход в ТК «Москва». До его постройки на его месте были витражные окна, выходившие во двор гостиницы.

## Подземные сооружения
«Площадь Александра Невского» — станция закрытого типа («горизонтальный лифт») глубокого заложения (глубина ≈ 54 м). По краям платформ установлены платформенные раздвижные двери. Подземный зал сооружён по проекту архитекторов Л. П. Лаврова, Т. В. Шишковой, В. Г. Шишкова и инженера О. В. Грейц. Композиции подземного зала станции придано некоторое своеобразие за счёт наклона стен внутрь (подобное оформление также имеют станции «Ломоносовская» и «Звёздная»). Стены перронного зала, облицованные белым мрамором, ритмично прорезаны дверными проёмами, над которыми установлены световые панели.
В середине 1990-х годов плафоны на светильниках были заменены. Изначально плафоны имели ребристый рельеф, затем были поставлены плоские стеклянные, а с 2005 года — металлические светильники без рассеивателей.
Наклонный ход, содержащий три эскалатора, расположен в северном торце станции; в 2016 году светильники наклонного хода были заменены со «световых столбиков» на «факелы».
В торцевой стене подземного зала была установлена художественная композиция «Александр Невский» (скульпторы Э. Р. Озоль, И. Н. Костюхин и В. С. Новиков). Композиция выполнена из меди, на ней изображается древнерусская княжеская дружина. Панно получило прозвище «Пять мужиков на четырёх конях» по причине ошибки композиции. До 1985 года панно находилось в южном торце станции, за ней находилась кирпичная стена, закрывавшая две последние станционные двери
В 1985 году при обустройстве перехода на Правобережную линию композиция была перенесена в переходный тоннель и развёрнута на 90°, при этом была заменена рама произведения. В результате этих изменений панно теперь освещается жёлтым светом потолочных светильников, установленных в переходе.

## Пересадки
Станция является пересадочным узлом к поездам четвёртой линии. Лестница перехода начинается в южном торце станции, пересадка представляет собой тоннельный переход с лестницей и малыми эскалаторами. На балюстрадах эскалаторов установлены светильники.
Площадка перехода, на которой находится рельефное панно «Александр Невский», освещается оригинальными светильниками, такими же, как на станции «Площадь Александра Невского-2».

## Путевое развитие
Восточнее станции расположен шестистрелочный оборотный тупик с отклонением к обоим главным путям. 3-й путь является служебной соединительной ветвью к четвёртой линии, 4-й путь — непосредственно тупик, являвшийся ранее пунктом технического обслуживания.

## Ремонт
С 1 июня 2010 по 31 марта 2011 года вестибюль станции был закрыт в связи с ремонтом наклонного хода.

## Галерея

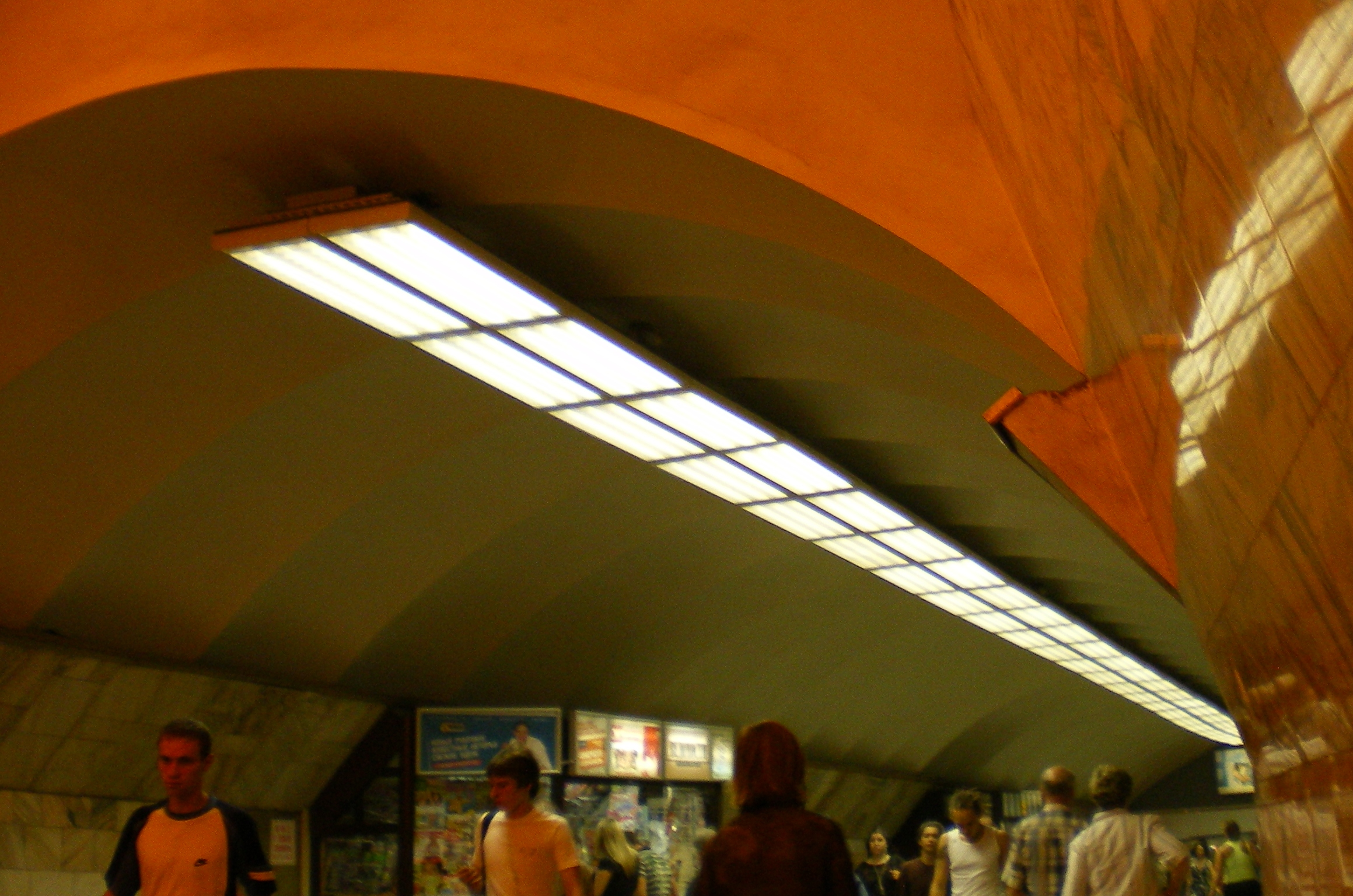
Освещение в переходе
Панно в переходе
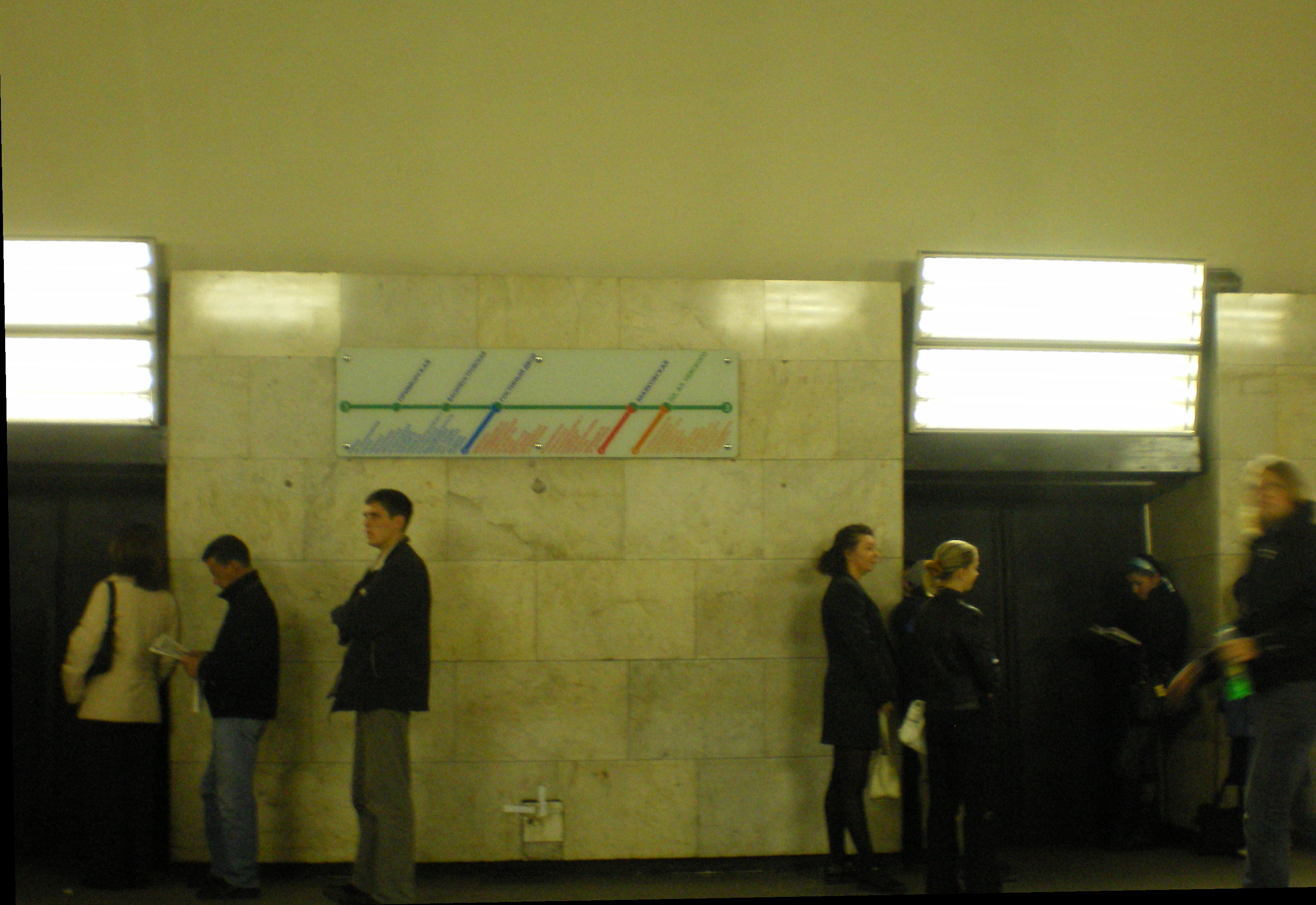
Указатель на стене станции образца 2003 года
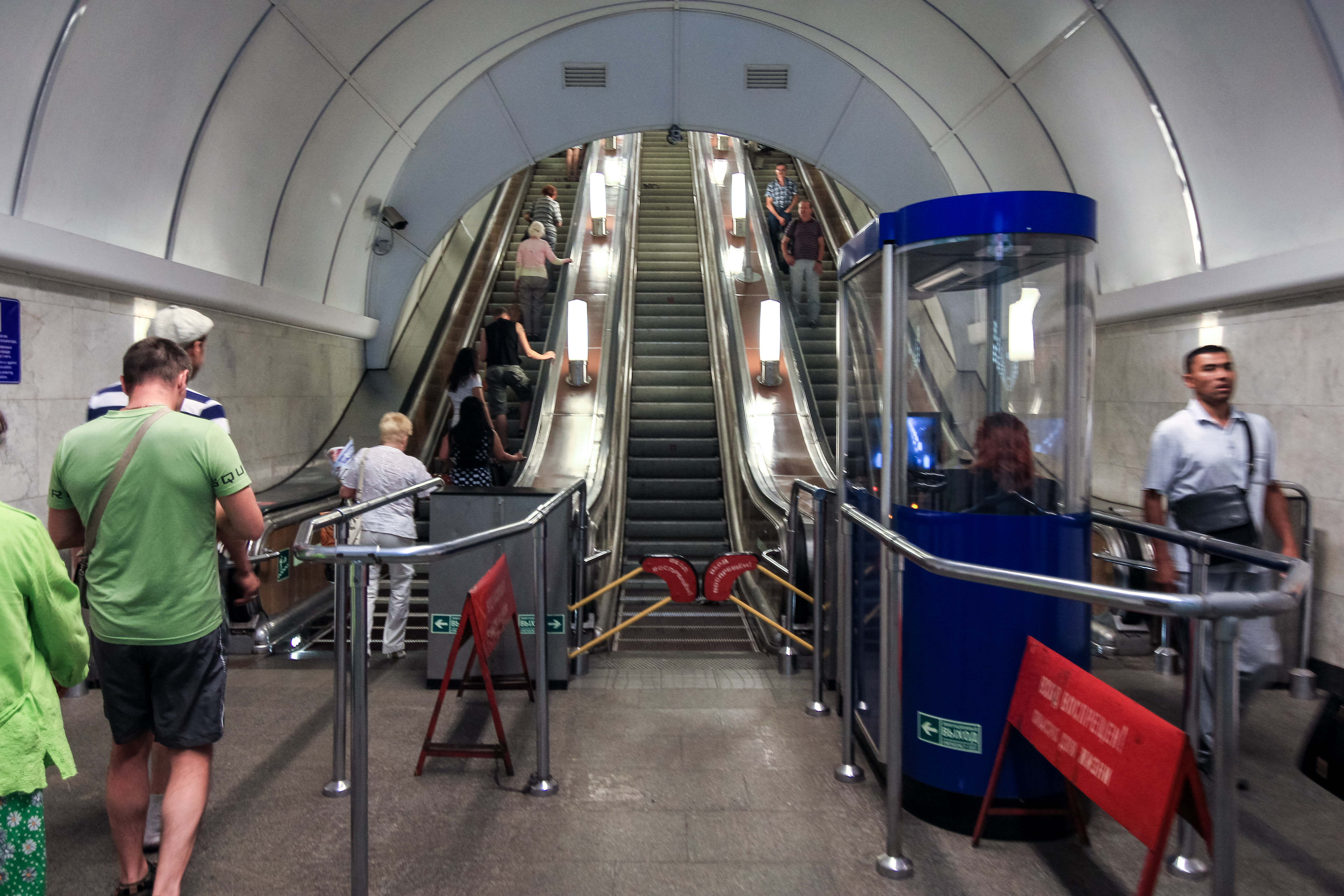
Эскалаторный зал
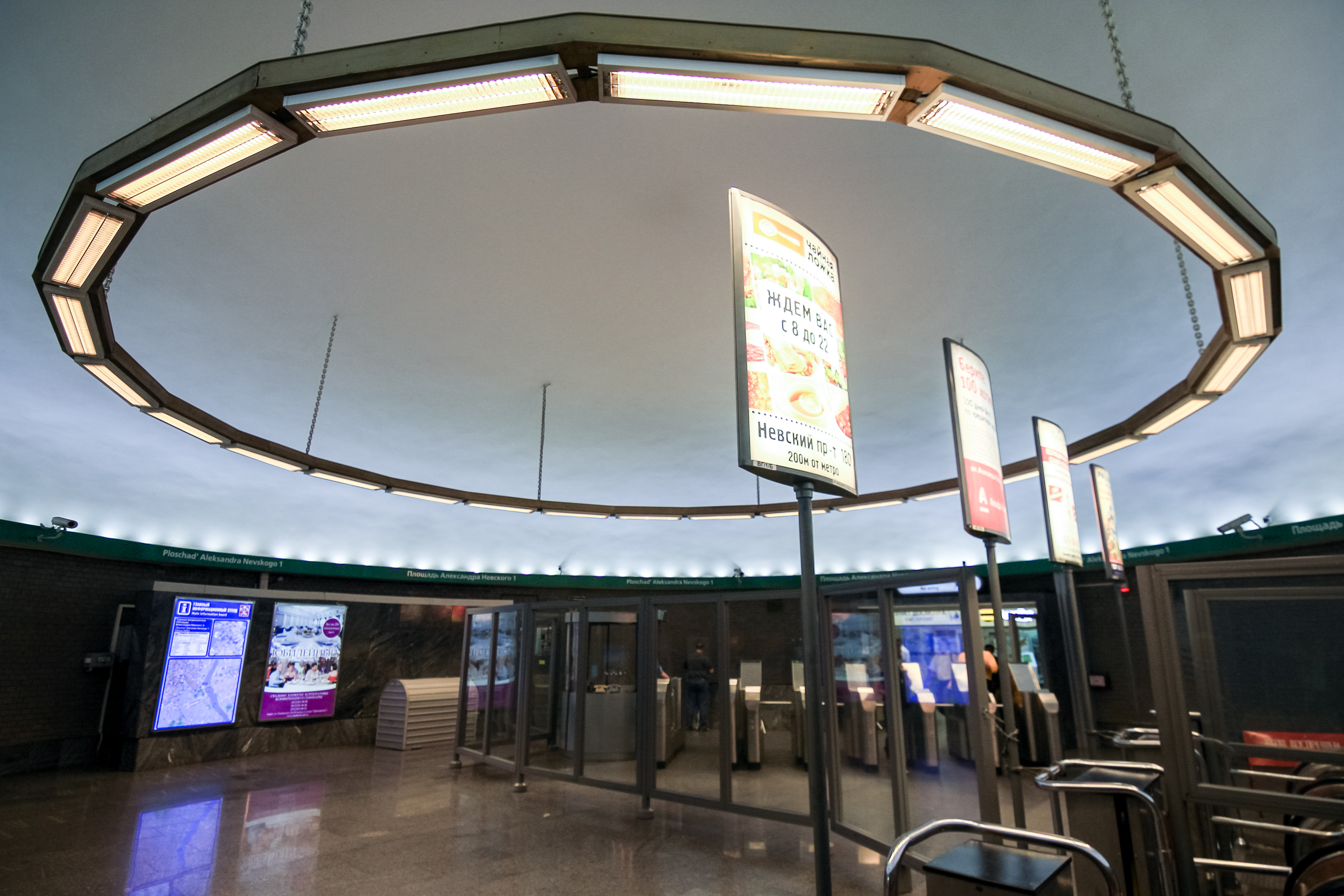
Интерьер вестибюля
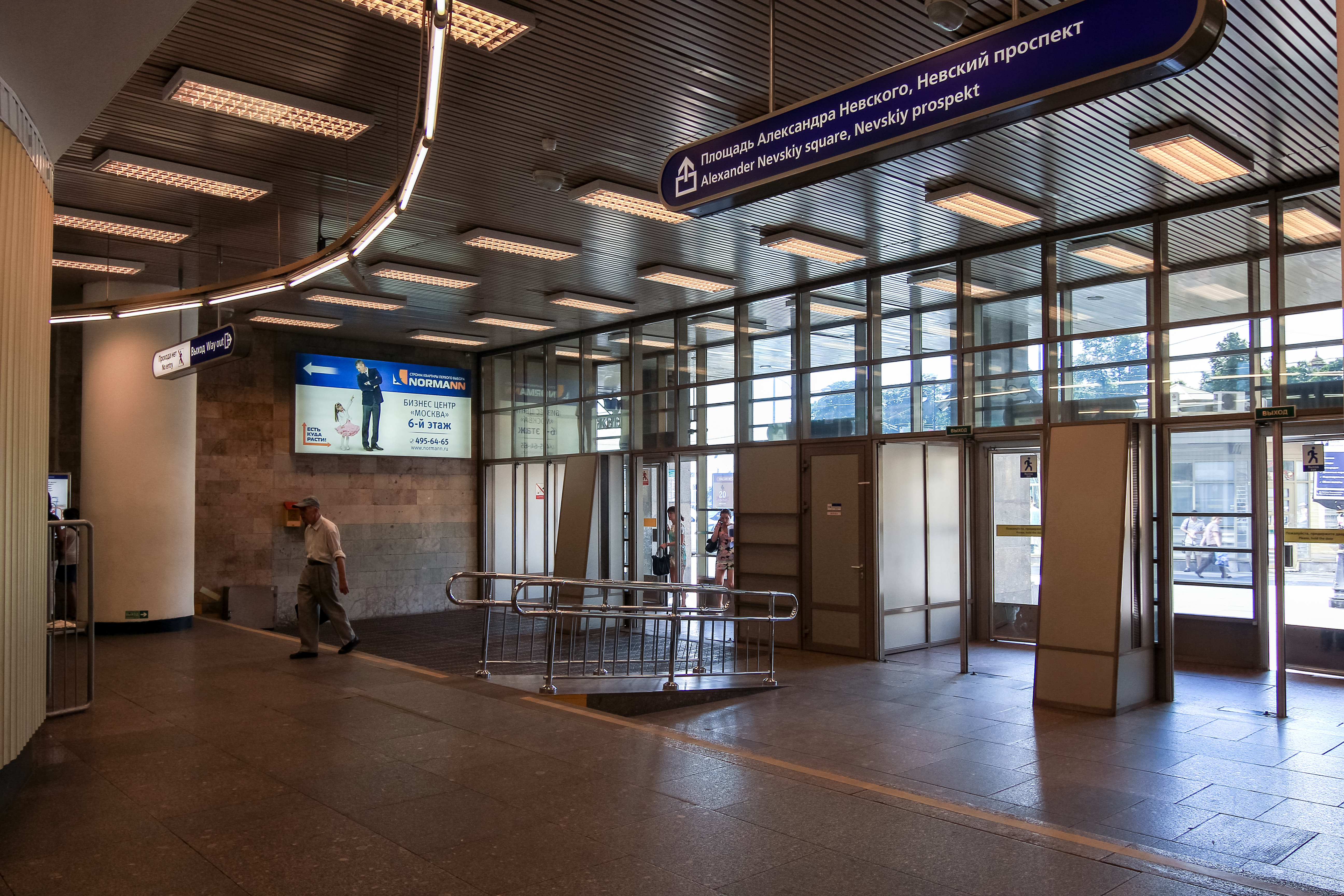
Выход в город

## Наземный городской транспорт

#### Автобусы
| №    | Пересадки | Конечный пункт 1                                        | Конечный пункт 2                                        |
| ---- | --- | ------------------------------------------------------- | ------------------------------------------------------- |
| 8    | Ломоносовская | Площадь Александра Невского Площадь Александра Невского | Уткина Заводь                                           |
| 24   | Адмиралтейская Невский проспект Гостиный двор Маяковская Площадь Восстания Московский вокзал Площадь Александра Невского Новочеркасская Ладожская Ладожский вокзал                               | Василеостровская                                        | Хасанская улица                                         |
| 27   | Адмиралтейская Невский проспект Гостиный двор Маяковская Площадь Восстания Московский вокзал Площадь Александра Невского Новочеркасская Ладожская Ладожский вокзал                               | Театральная площадь                                     | Белорусская улица                                       |
| 46   | Новочеркасская Площадь Александра Невского Чернышевская Горьковская Петроградская Черная речка                                                                                                   | Ладожская Ладожский вокзал                              | Вазаский переулок                                       |
| 55   | - | Площадь Александра Невского Площадь Александра Невского | Единый центр документов                                 |
| 58   | Площадь Александра Невского | Елизаровская                                            | Атаманская улица                                        |
| 65   | Московский вокзал Площадь Восстания Маяковская Лиговский проспект Обводный канал Фрунзенская Балтийская Балтийский вокзал                                                                        | Площадь Александра Невского Площадь Александра Невского | Двинская улица                                          |
| 132  | Пискарёвка Новочеркасская | Ручьи                                                   | Площадь Александра Невского Площадь Александра Невского |
| 169а | - | Площадь Александра Невского Площадь Александра Невского | Чернышевская                                            |
| 191  | Чкаловская Спортивная Адмиралтейская Невский проспект Гостиный двор Маяковская Площадь Восстания Московский вокзал Площадь Александра Невского Новочеркасская Проспект Большевиков Улица Дыбенко | Петроградская                                           | АС «Река Оккервиль»                                     |
| 253  | Ломоносовская Елизаровская Проспект Славы | Купчино                                                 | Площадь Александра Невского Площадь Александра Невского |

#### Троллейбусы
| №  | Пересадки | Конечный пункт 1                                        | Конечный пункт 2           |
| -- | --- | ------------------------------------------------------- | -------------------------- |
| 1  | Спортивная Адмиралтейская Невский проспект Гостиный двор Маяковская Площадь Восстания Московский вокзал Площадь Александра Невского Новочеркасская                 | Петроградская Ординарная улица                          | Улица Маршала Тухачевского |
| 14 | Ломоносовская Улица Дыбенко | Площадь Александра Невского Площадь Александра Невского | река Оккервиль             |
| 16 | Пискаревка Площадь Александра Невского | Ручьи                                                   | площадь Бехтерева          |
| 22 | Адмиралтейская Невский проспект Гостиный двор Маяковская Площадь Восстания Московский вокзал Площадь Александра Невского Новочеркасская Ладожская Ладожский вокзал | площадь Труда                                           | Хасанская улица            |

#### Трамваи
| №  | Пересадки                                                              | Конечный пункт 1           | Конечный пункт 2      |
| -- | ---------------------------------------------------------------------- | -------------------------- | --------------------- |
| 7  | Новочеркасская Площадь Александра Невского Ломоносовская Улица Дыбенко | Малая Охта                 | Проспект Солидарности |
| 24 | Площадь Александра Невского Пролетарская                               | Перекупной переулок        | Рыбацкое              |
| 30 | Площадь Александра Невского Новочеркасская                             | Ладожская Ладожский вокзал | Перекупной переулок   |
| 65 | Площадь Александра Невского Новочеркасская Проспект Большевиков        | Невский завод              | река Оккервиль        |